# Pietra di Makapansgat
La pietra di Makapansgat, detta anche pietra dalle molte facce, è un ciottolo bruno-rossastro di diaspro del peso di 260 grammi che presenta linee e scalfitture che lo fanno sembrare una rappresentazione grezza di un volto umano. Il ciottolo è particolarmente interessante in quanto è stato trovato a una certa distanza da ogni possibile fonte naturale, in associazione con resti di Australopithecus africanus, in una grotta a Makapansgat, Sudafrica. Ancora incerto che si tratti di un manufatto, è stato suggerito che alcuni australopitechi possano averlo portato nella grotta dopo aver riconosciuto in esso un volto stilizzato, in quello che sarebbe il più antico esempio conosciuto di pensiero simbolico e senso estetico.

## Storia archeologica
L'insegnante Wilfred I. Eizman trovò la pietra a Makapansgat, una grotta di dolerite nella Makapan Valley a nord di Mokopane, Limpopo, in Sudafrica nel 1925. Circa 50 anni dopo, nel 1974, Raymond Dart fu il primo a descriverla.

## Importanza
È difficile considerare la pietra di Makapansgat come arte se viene usata una definizione rigorosa del termine, perché l'oggetto fu trovato piuttosto che fabbricato. Nondimeno il fatto che un australopiteco abbia riconosciuto in esso un volto rivela che i primi ominidi avevano capacità di pensiero simbolico, condizione necessaria per lo sviluppo di arte e linguaggio.